# بانوماهی آفریقای غربی
بانوماهی آفریقای غربی (نام علمی: Elops lacerta) نام یک گونه از سرده بانوماهیان است.